# Vittorio Sanseverino
Vittorio Sanseverino (Napoli, 29 settembre 1917 – Torino, 30 novembre 2010) è stato un militare e aviatore italiano, che fu pilota di velivoli da bombardamento durante il corso della seconda guerra mondiale venendo decorato con due medaglie d'argento, una di bronzo e una croce di guerra al valor militare.
Transitato in forza alla neocostituita Aeronautica Militare dopo la fine del conflitto, passò poi a lavorare presso la Fiat Aviazione dove fu collaudatore di aerei quali il Fiat G.80, e Fiat G.82, il Lockheed/Fiat F104Ge F104S, Fiat Aviazione - Aeritalia G-91Y ed il Fiat Aviazione - Aeritalia G.222.

## Biografia
Nacque a Napoli il 29 settembre 1917. 
Dopo il ginnasio frequentò il Real collegio militare "Nunziatella" e, a partire dal 1937 la Regia Accademia Aeronautica di Caserta, Corso Sparviero. Presso l'aeroporto di Capua seguì i corsi di volo effettuati con gli addestratori Breda Ba.25 e I.M.A.M. Ro.41 Maggiolino, effettuando il suo primo volo, a fianco del maresciallo Sernagiotto, il 7 febbraio 1938.
Causa una punizione disciplinare, dovuta ad aver effettuato manovre di volo giudicate troppo azzardate, invece che alla specialità caccia venne assegnato alla Scuola di bombardamento presso l'aeroporto di Malpensa dove volò sui bimotori Fiat BR.20 cicogna e i trimotori Savoia-Marchetti S.M.81 Pipistrello, uscendone nel febbraio 1940 per essere assegnato alla 65ª Squadriglia, 31º Gruppo del 18º Stormo Bombardamento Terrestre di Aviano.
Dopo l'entrata in guerra del Regno d'Italia, avvenuta il 10 giugno 1940, ricevette il suo battesimo del fuoco durante l'invasione della Jugoslavia. L'8 aprile 1941 effettuò una missione su Sebenico volando su di un Fiat BR.20. Diventò comandante di uno squadriglia di bombardieri e volò anche sui trimotori CANT Z.1007 Alcione.
Dopo l'armistizio dell'8 settembre 1943 si schierò con gli alleati, entrando in forza nell'Italian Co-Belligerent Air Force, assegnato allo successivamente al neocostituito Stormo Baltimore. In forza a questo reparto pilotò, anche come istruttore, i bombardieri di provenienza americana Martin 187 Baltimore. Il 15 luglio 1944 fu formato a Lecce nasce il 28º Gruppo al comando del maggiore Carlo Emanuele Buscaglia, ed egli, con il grado di tenente, assunse il comando della 19ª Squadriglia. Il personale e il materiale del gruppo iniziò, con varie autocolonne svoltesi nei giorni successivi, il trasferimento presso il campo d'aviazione di Campo Vesuvio. Il 3 agosto 1944 Buscaglia lo nominò suo aiutante maggiore, ed egli fu poi tra i testimoni dell'incidente in cui l'asso degli aerosiluranti perse la vita.

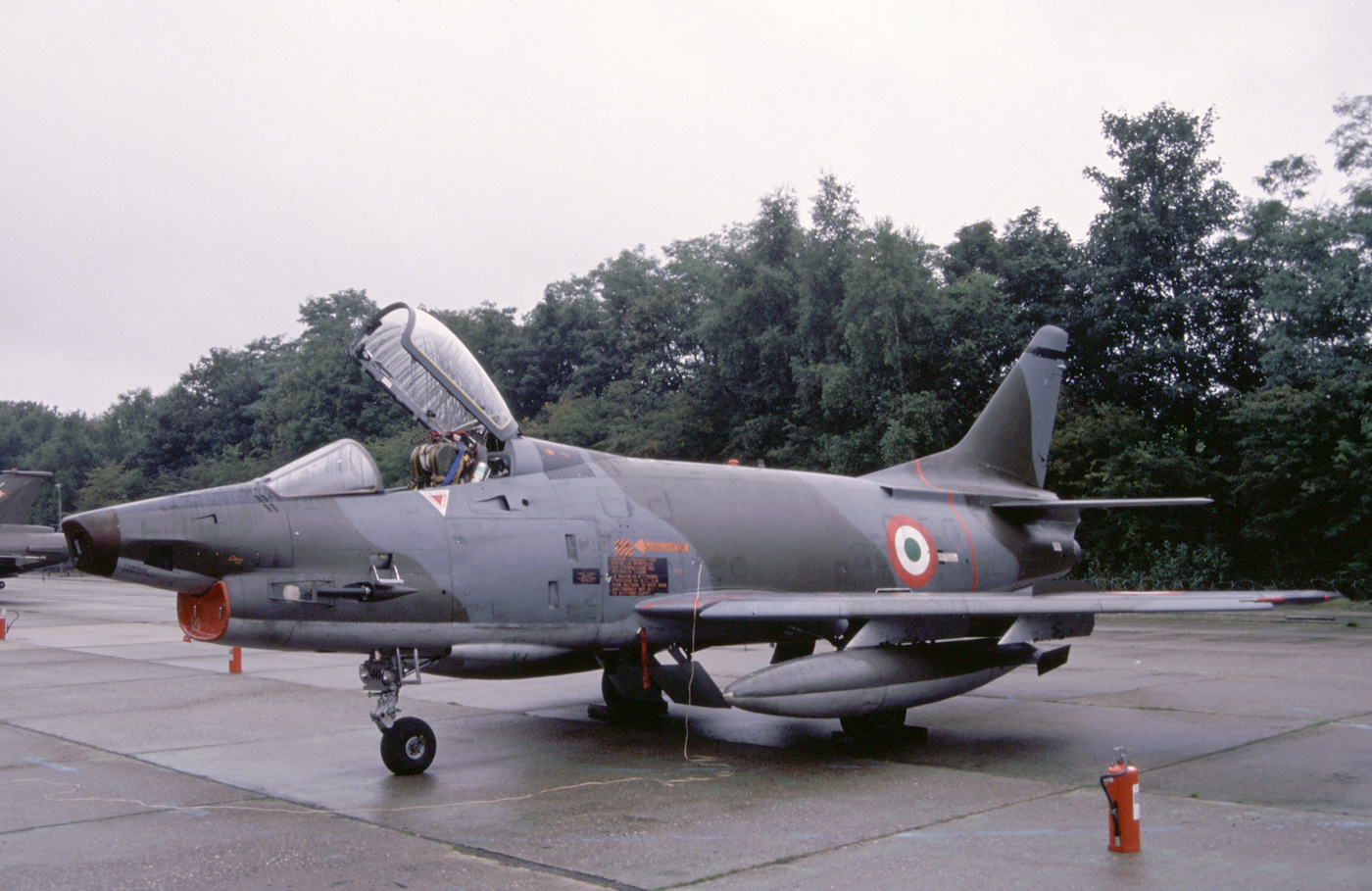
Un Fiat G.91Y dell'8º Stormo fotografato sulla base olandese di Volkel il 6 settembre 1988.

Il prototipo dell'aereo da trasporto tattico Fiat G.222.

Finita la guerra fu inquadrato nel Reparto Sperimentale di Volo della rifondata Aeronautica Militare dislocato a Guidonia, svolgendo anche alcune missioni segrete di ricognizione sulla Jugoslavia volando sui Lockheed P-38 Lightning. Il 23 luglio 1952 pilotò per la prima volta l'aereo a reazione de Havilland DH.100 Vampire prodotto su licenza in Italia dalla Fiat e dalla Macchi. Nel 1953, raggiunto il grado di colonnello, lasciò l'aeronautica militare e venne assunto dalla Fiat Aviazione dove lavorò come collaudatore a stretto contatto con il professor Vittorio Valletta e l'ingegnere Giuseppe Gabrielli. Collaudò il primo aereo a reazione italiano, il Fiat G.80, e successivamente il Fiat G.82 e il caccia North American F-86K prodotto su licenza. Fece volare per la prima volta l'Aeritalia G-91Y, collaudò tutti gli F-104 Starfighter prodotti in Italia. Con l'F-104G ebbe alcuni incidenti di volo, e in due occasioni dovette eiettarsi, riportando lesioni fisiche di una certa entità. Il 18 luglio 1970 fece volare il primo prototipo del velivolo da trasporto militare G.222 insieme al pilota collaudatore Pietro Paolo Trevisan. Rimase in servizio fino al 1977, quando iniziarono le prime prove dei nuovi cacciabombardieri ad ala variabile Panavia Tornado. Nel 2006 diede alle stampe un libro di memorie autoiografiche, intitolato Le nuvole sotto... Autobiografia di un pilota collaudatore. Si spense a Torino il 30 novembre 2010.

## Pubblicazioni
- Le nuvole sotto... Autobiografia di un pilota collaudatore, LoGisma Editore, Roma, 2006.

### Esplicative
1. ↑  L'altra, la 260ª, fu posta al comando del tenente Umberto Scapellato.

### Bibliografiche
1. 1 2 3 4 5 6 7  Aeronautica n.12, dicembre 2010, p. 29.
2. 1 2 3  Arma Aeronautica Torino.
3. 1 2 3 4   Gregory Alegi, È morto Vittorio Sanseverino, collaudatore F-104 e G222, in Dedalonews, 30 novembre 2010. URL consultato il 5 dicembre 2010 (archiviato dall'url originale l'8 dicembre 2010).
4. 1 2 3 4   Giancarlo Colombatti, Luigi Perinetti, L'ex pilota collaudatore Vittorio Sanseverino ha raggiunto il traguardo dei 90 anni (PDF), in Cose nostre, 12 ottobre 2007,  p. 24. URL consultato il 5 dicembre 2010 (archiviato dall'url originale il 27 luglio 2011).
5. ↑   Monica Vignale, Una rimpatriata lunga tre giorni, 60 anni dopo, in Primonumero - Termoli in rete, 8 maggio 2005. URL consultato il 5 dicembre 2010 (archiviato dall'url originale il 22 luglio 2011).
6. ↑   Associazione Arma Aeronautica - Chi siamo, su associazionearmaeronauticatorino.webnode.it. URL consultato il data (archiviato dall'url originale il 3 luglio 2011).
7. 1 2  Bollettino Ufficiale 1942, disp.48ª, registrato alla Corte dei conti addì 17 marzo 1943, registro n.18 Aeronautica, foglio n.31.
8. ↑  Registrato alla Corte dei conti, add' 22 febbraio 1952, registro n.11 Ministero Difesa Aeronautica, foglio n.293.

### Periodici
- La scomparsa del comandante Vittorio Sanseverino, in Aviazione, n. 12, Roma, Associazione Arma Aeronautica, novembre 2010,  p. 29.